# Euptychia ordinata
Euptychia ordinata är en fjärilsart som beskrevs av Gustav Weymer 1911. Euptychia ordinata ingår i släktet Euptychia och familjen praktfjärilar. Inga underarter finns listade i Catalogue of Life.